# IC 2420
IC 2420 — галактика типу C (компактна галактика) у сузір'ї Гідра.
Цей об'єкт міститься в оригінальній редакції індексного каталогу.